# Klajit
A klajit ritka, víztartalmú réz-mangán-arzenát ásvány, amelyet Magyarországon, a recski Lahóca-hegyen fedeztek fel.[mikor?] Nevét felfedezőjéről, Klaj Sándor pécsi bányászról és ásványgyűjtőről kapta, aki mintegy tíz évvel a hivatalos leírás előtt találta az első példányt. 

## Keletkezése
A klajit feltehetően enargit-luzonit és Mn-tartalmú tennantit mállásának eredménye.

## Előfordulása
A klajit a Lahóca-hegy ásványtani különlegessége, ahol a réz- és mangánércesedéshez kapcsolódóan, más arzenátok társaságában fordul elő. A lelőhelyen kívül máshonnan eddig nem jelentették.

## Szerkezete, tulajdonságai
Léces vagy vékony táblás kristályok; divergens, kéveszerű vagy szemcsés halmazok.

## Felhasználása, jelentősége
A klajit felfedezése hozzájárult a magyar ásványtan nemzetközi elismertségéhez, különösen azért, mert a 2010-es évek elején több új magyar ásványt is leírtak, köztük a chabazit-Mg-t és az ammóniomagnéziovoltaitot is, bár ezek nem magyar személyről kapták nevüket a szigorú nevezéktani szabályok miatt. A klajit csekély előfordulása miatt csupán tudományos jelentőséggel bír, ipari és egyéb felhasználása nincs.